# Solanum salasianum
Solanum salasianum är en potatisväxtart som beskrevs av Carlos M. Ochoa. Solanum salasianum ingår i släktet skattor som ingår i familjen potatisväxter. Inga underarter finns listade i Catalogue of Life.